# Христо Попов (агроном)
Вижте пояснителната страница за други личности с името Христо Попов.
Христо Георгиев Попов е български политик от Българския земеделски народен съюз (БЗНС).

## Биография
Христо Попов е роден на 12 май 1888 г. в град Варна. През 1912 година завършва агрономство в Германия.
След завръщането си в България е член на БЗНС, след неговото разцепление през 20-те години – на БЗНС Врабча 1. Става министър на земеделието и държавните имоти в правителството на Константин Муравиев само за 7 дни между 2 и 9 септември 1944 г.
След Деветосептемврийския преврат е осъден от т.нар. Народен съд на една година затвор условно. През 1996 година присъдата е отменена с решение на Върховния съд. В периода 1945 – 1946 г. е народен представител в Двадесет и шестото обикновено народно събрание от най-голямата опозиционна партия БЗНС – Никола Петков.
След унищожаването на парламентарната опозиция от комунистите през 1946 г. е изпратен в концлагера Белене, където умира на 27 юни 1952 г.